# Campeonato da Europa de Atletismo de 2022 - 400 m feminino
A prova dos 400 metros feminino do Campeonato da Europa de Atletismo de 2022 foi disputada entre os dias 15 a 17 de agosto de 2022, no Estádio Olímpico de Munique, em Munique na Alemanha. 

## Recordes
Antes desta competição, os recordes mundiais e do campeonato nesta prova eram os seguintes:
|                       | Nome        | Nacionalidade     | Tempo  | Local    | Data                  |
| --------------------- | ----------- | ----------------- | ------ | -------- | --------------------- |
| Recorde mundial       | Marita Koch | Alemanha Oriental | 47s 60 | Canberra | 6 de outubro de 1985  |
| Recorde europeu       | Marita Koch | Alemanha Oriental | 47s 60 | Canberra | 6 de outubro de 1985  |
| Recorde do campeonato | Marita Koch | Alemanha Oriental | 48s 16 | Atenas   | 8 de setembro de 1982 |

## Medalhistas
| Ouro            | Prata                   | Bronze                  |
| Femke Bol (NED) | Natalia Kaczmarek (POL) | Anna Kiełbasińska (POL) |

## Cronograma
Todos os horários são locais (UTC+2).
| Data         | Hora  | Evento    |
| ------------ | ----- | --------- |
| 15 de agosto | 19:35 | Bateria   |
| 16 de agosto | 13:00 | Semifinal |
| 17 de agosto | 22:02 | Final     |

## Resultados

### Bateria
Qualificação: 3 atletas de cada bateria (Q) mais os 3 melhores qualificados (q). Os 12 atletas mais bem posicionados se classificaram diretamente para as semifinais.
| Posição | Bateria | Raia | Atleta               | Nacionalidade | Tempo | Notas            |
| ------- | ------- | ---- | -------------------- | ------------- | ----- | ---------------- |
| 1       | 2       | 5    | Iga Baumgart-Witan   | Polónia       | 51.09 | Q,               |
| 2       | 2       | 4    | Amandine Brossier    | França        | 51.26 | Q,               |
| 3       | 1       | 7    | Laviai Nielsen       | Reino Unido   | 51.60 | Q,               |
| 4       | 3       | 3    | Cátia Azevedo        | Portugal      | 51.63 | Q                |
| 5       | 2       | 3    | Susanne Walli        | Áustria       | 51.73 | Q,               |
| 6       | 1       | 5    | Eveline Saalberg     | Países Baixos | 51.81 | Q                |
| 7       | 2       | 8    | Camille Laus         | Bélgica       | 51.91 | q                |
| 8       | 2       | 7    | Alice Mangione       | Itália        | 51.92 | q                |
| 9       | 3       | 4    | Gunta Vaičule        | Letônia       | 52.26 | Q                |
| 10      | 1       | 4    | Silke Lemmens        | Suíça         | 52.27 | Q                |
| 11      | 2       | 2    | Tereza Petržilková   | Chéquia       | 52.35 | q                |
| 12      | 3       | 5    | Alica Schmidt        | Alemanha      | 52.52 | Q                |
| 13      | 3       | 8    | Anna Polinari        | Itália        | 52.60 |                  |
| 14      | 3       | 2    | Sokhna Lacoste       | França        | 52.62 |                  |
| 15      | 3       | 6    | Sharlene Mawdsley    | Irlanda       | 52.63 |                  |
| 16      | 3       | 1    | Naomi Van Den Broeck | Bélgica       | 52.80 |                  |
| 17      | 1       | 6    | Virginia Troiani     | Itália        | 52.83 |                  |
| 18      | 1       | 2    | Mette Baas           | Finlândia     | 53.02 |                  |
| 19      | 1       | 3    | Phil Healy           | Irlanda       | 53.10 |                  |
| 20      | 1       | 8    | Linn Oppegaard       | Noruega       | 53.29 |                  |
| 21      | 2       | 6    | Janet Richard        | Malta         | 53.49 | Recorde nacional |
| 22      | 2       | 1    | Milja Thureson       | Finlândia     | 53.63 |                  |
| 23      | 3       | 7    | Norcady Reyes        | Gibraltar     | 59.59 |                  |

### Semifinal
Qualificação: 2 atletas de cada bateria (Q) mais os 2 melhores qualificados (q). Os 12 mais bem classificados se juntaram aos 12 atletas classificados na fase anterior.
| Posição | Bateria | Raia | Atleta                    | Nacionalidade | Tempo | Notas                |
| ------- | ------- | ---- | ------------------------- | ------------- | ----- | -------------------- |
| 1       | 2       | 6    | Natalia Kaczmarek         | Polónia       | 50.40 | Q                    |
| 2       | 1       | 3    | Anna Kiełbasińska         | Polónia       | 50.45 | Q                    |
| 3       | 2       | 5    | Victoria Ohuruogu         | Reino Unido   | 50.50 | Q,                   |
| 4       | 1       | 6    | Lieke Klaver              | Países Baixos | 50.59 | Q                    |
| 5       | 3       | 6    | Femke Bol                 | Países Baixos | 50.60 | Q                    |
| 6       | 3       | 8    | Cynthia Bolingo           | Bélgica       | 50.83 | Q                    |
| 7       | 3       | 4    | Rhasidat Adeleke          | Irlanda       | 51.08 | q                    |
| 8       | 1       | 5    | Iga Baumgart-Witan        | Polónia       | 51.17 | q                    |
| 9       | 3       | 7    | Amandine Brossier         | França        | 51.21 | Recorde pessoal      |
| 10      | 1       | 1    | Gunta Vaičule             | Letônia       | 51.25 | Recorde pessoal      |
| 11      | 1       | 8    | Cátia Azevedo             | Portugal      | 51.42 |                      |
| 12      | 1       | 7    | Laviai Nielsen            | Reino Unido   | 51.53 | Recorde da temporada |
| 13      | 2       | 4    | Modesta Justė Morauskaitė | Lituânia      | 51.70 |                      |
| 14      | 2       | 3    | Lada Vondrová             | Chéquia       | 51.83 |                      |
| 15      | 2       | 7    | Alice Mangione            | Itália        | 52.02 |                      |
| 16      | 3       | 5    | Nicole Yeargin            | Reino Unido   | 52.09 |                      |
| 17      | 3       | 3    | Justyna Święty-Ersetic    | Polónia       | 52.17 |                      |
| 18      | 1       | 2    | Tereza Petržilková        | Chéquia       | 52.38 |                      |
| 19      | 2       | 8    | Eveline Saalberg          | Países Baixos | 52.45 |                      |
| 20      | 3       | 1    | Susanne Walli             | Áustria       | 52.58 |                      |
| 21      | 1       | 4    | Corinna Schwab            | Alemanha      | 52.70 |                      |
| 22      | 2       | 2    | Silke Lemmens             | Suíça         | 53.08 |                      |
| 23      | 3       | 2    | Alica Schmidt             | Alemanha      | 53.12 |                      |
| 24      | 2       | 1    | Camille Laus              | Bélgica       | 54.28 |                      |

### Final
A final ocorreu no dia 17 de agosto às 22:02.
| Posição           | Raia | Atleta             | Nacionalidade | Tempo | Notas            |
| ----------------- | ---- | ------------------ | ------------- | ----- | ---------------- |
| Medalha de ouro   | 5    | Femke Bol          | Países Baixos | 49.44 | EL,              |
| Medalha de prata  | 6    | Natalia Kaczmarek  | Polónia       | 49.94 |                  |
| Medalha de bronze | 4    | Anna Kiełbasińska  | Polónia       | 50.29 |                  |
| 4                 | 3    | Victoria Ohuruogu  | Reino Unido   | 50.51 |                  |
| 5                 | 1    | Rhasidat Adeleke   | Irlanda       | 50.53 | Recorde nacional |
| 6                 | 8    | Lieke Klaver       | Países Baixos | 50.56 |                  |
| 7                 | 7    | Cynthia Bolingo    | Bélgica       | 50.94 |                  |
| 8                 | 2    | Iga Baumgart-Witan | Polónia       | 51.28 |                  |

Legenda
| Recorde mundial       | Recorde mundial (World record)               |                       | Recorde africano                      | Recorde africano (African) |                                           | Q | Classificado por posição (Qualified) |
| Recorde do campeonato | Recorde do campeonato (Championship record)  | Recorde da América    | Recorde da América (Americas)         | q                          | Classificado por melhor tempo (Qualified) |   |                                      |
| Melhor marca do ano   | Melhor marca do ano (World leading)          | Recorde asiático      | Recorde asiático (Asian)              | DNS                        | Não largou (Did not start)                |   |                                      |
| Recorde nacional      | Recorde nacional (National record)           | Recorde europeu       | Recorde europeu (European)            | DNF                        | Não terminou (Did not finish)             |   |                                      |
| Recorde pessoal       | Recorde pessoal do atleta (Personal best)    | Recorde da Oceania    | Recorde da Oceania (Oceania)          | DSQ / DQ                   | Desclassificado (Disqualified)            |   |                                      |
| Recorde da temporada  | Recorde da temporada do atleta (Season best) | Recorde sul-americano | Recorde sul-americano (South America) | NM                         | Sem marca (No mark)                       |   |                                      |